# Lightmaster
Lightmaster il cui vero nome è Dott.Edward Lansky, è un personaggio dei fumetti pubblicati dalla Marvel Comics, è un avversario dello stupefacente Uomo Ragno.

## Biografia

### Le origini
Alla sua prima apparizione, il dottor Edward Lansky è rapito da Tarantula e dai suoi sgherri mentre sta tenendo una conferenza sulla scarsità di fondi per la ricerca universitaria; in realtà ha commissionato lui stesso il finto rapimento per poter perpetrare senza interferenze il suo piano criminoso che prevede come primo punto l'eliminazione, da parte del criminale sudamericano, del sindaco di New York. Dopo che Tarantula ha fallito il proprio compito, Lansky gli affianca Kraven e li invia a rapire il rettore dell'Empire State University, Gorman; mentre il cacciatore lotta con l'Uomo Ragno il suo complice recapita la loro preda guadagnandosi come ricompensa una valigetta piena di gas soporifero. Risvegliatosi, Tarantula affronta Lansky nella sua armatura di Lightmaster, il neonato criminale sconfigge facilmente il suo sgherro e si dirige al municipio con l'intenzione di rapire il revisore Goldin, compito che porta a termine nonostante l'interferenza del Tessiragnatele; l'ex professore fa poi ritorno nel suo rifugio dove si scontra ancora una volta con l'eroe mascherato, da lì la battaglia si sposta in un vecchio teatro dove l'Uomo Ragno inganna il suo avversario facendolo fulminare contro un quadro elettrico. Trasformatosi in un puro costrutto di luce in seguito all'incidente, Lansky ingaggia i Duri per attuare la sua vendetta contro l'Uomo Ragno, gli sgherri trovano l'eroe e lo attaccano all'interno del Coffee Bean mentre il loro mandante segue la lotta in TV, alla fine della baraonda il criminale è convinto di aver scoperto la vera identità del Tessiragnatele, l'unico avventore rimasto nel bar, Hector Ayala. Certo delle sue supposizioni, Lightmaster rapisce il giovane portoricano con l'intenzione di smascherarlo in diretta televisiva dal suo nuovo rifugio, una centrale elettrica in disuso, tuttavia, l'arrivo di Spidey e la contemporanea trasformazione di Hector nella Tigre Bianca rovinano i suoi piani, nella lotta che segue il criminale sovraccarica con il proprio potere la rete elettrica cittadina provocando un blackout e scomparendo nel nulla.

### Alla ricerca di una cura
Riaggregatosi in una sfera di luce, Lansky attacca la cantante Dazzler con lo scopo di sfruttarne i poteri per ricostruire il proprio corpo, nonostante l'intervento dell'Uomo Ragno il criminale rapisce la giovane e la porta nel suo vecchio laboratorio, Spidey li segue e interrompe l'esperimento provocando però la possessione dell'eroina mutante da parte del genio criminale, la lotta continua per le strade di New York fino a che l'eroe non riesce ad invertire il processo e a liberare la collega. Successivamente, Lansky cerca di riacquistare il suo corpo sfruttando l'energia delle bande quantiche del supereroe Quasar, attirandolo nel suo vecchio laboratorio e soggiogandolo come aveva fatto con Dazzler, sfortunatamente è interrotto da Peter Parker che ha percepito il pericolo ed è corso ad investigare, inizialmente Lightmaster sopraffà Spidey e costruisce un macchinario che ricrei l'incidente che lo ha convertito in luce, tuttavia, l'eroe si riprende e cooperando con il compagno caduto sconfigge il criminale, gli sforzi congiunti dei due eroi riescono a fare tornare umano Lansky che è consegnato alla giustizia. Costruita una nuova armatura, Lansky accetta l'incarico di recuperare un cd-rom, contenente prove incriminanti, per conto di un losco avvocato, affiancato dall'Uomo Radioattivo, l'Uomo Pianta e Whirlwind si scontra con She-Hulk, custode del prezioso oggetto, ma viene facilmente sconfitto; una seconda occasione di afferrare il bottino viene stroncata dalla Gigantessa di Giada in coppia con il mercenario Testa di Morte.
Nuovamente convertito in un essere di luce in seguito agli esperimenti condotti alla Genetech, lavorando per la quale ha ottenuto uno sconto di pena, Lansky tenta di evitare la sua disgregazione rapendo la vigilante Dagger per sfruttarne i poteri, dopo aver condotto la ragazza nel suo nascondiglio ne assorbe l'energia, gli attacchi della sventurata e di Cloak, sopraggiunto sul luogo, servono solo a rendere Lightmaster più forte, tuttavia, un colpo mirato di Dagger danneggia la tuta di contenimento del criminale permettendo al suo compagno di intrappolarlo nella dimensione oscura del suo mantello, all'arrivo della squadra di recupero della Genetech il vigilante rilascia il corpo di Lansky a cui rimane solo una scintilla di energia vitale che gli scienziati cercheranno di preservare.

### Alti e bassi
Ristabilitosi, Lightmaster viene ingaggiato da una ditta farmaceutica, la Sunic, per difendere i suoi stabilimenti a Singapore, è in questa occasione che si scontra con Cable che lo sconfigge facilmente. Dopo aver bighellonato per un po' di tempo presso il Bar Senza Nome, entra tra le file del sindacato criminale di Hood per il quale affronta Mister Negativo, che aveva corrotto il Dragone Bianco e lo aveva spedito a uccidere il rivale, Testa di Martello e l'Uomo Ragno, dal quale viene sconfitto con un lampione, tuttavia, grazie all'intervento del suo capo riesce a fuggire. Rinchiuso nel Raft, tenta di evadere assieme ad altri criminali ma è fermato da Rogue e Mimo; trasferito in un penitenziario federale, partecipa ad un tentativo di uccidere Gambit. Uscito di prigione, ingaggia la Squadra di Demolizione per rubare un motore a particelle quantiche e quando il gruppo fallisce li riunisce sotto una nuova formazione dei Signori del Male; il team raggiunge le Parker Industries, dove l'apparecchio è custodito, lì l'alterego di Peter convince gli sgherri di Lightmaster a rivoltarglisi contro, abbandonato dai suoi sgherri il criminale si trova costretto a fronteggiare Superior Spider-Man, i suoi Superior Six e Sun Girl, l'eroina che è in realtà la figlia del Signore della Luce, nella frenesia della lotta il Tessiragnatele perde il controllo della sua squadra che attacca lui, la giovane e Lansky; l'ex cancelliere dell'E.S.U. è distrutto dalle percosse e dall'apparente morte della figlia, tuttavia, quando la ragazza ricompare, l'uomo fugge avvertendola appena di fare attenzione all'attacco dei Sei.

## Poteri e abilità
Lightmaster indossa un'armatura in grado di controllare i fotoni e creare oggetti di luce solida, la stessa gli permette anche di volare. Nella sua forma luminosa Lansky possiede gli stessi poteri ma deve nutrirsi di disparate fonti di luce per mantenere la sua stessa integrità strutturale.